# Tibrikot (cráter)
Tibrikot es un cráter de impacto de grandes proporciones del planeta Marte situado al oeste del cráter Mandora, a 12.6° norte y 55.0º oeste. El impacto causó un boquete de 62 kilómetros de diámetro. El nombre fue aprobado en 1988 por la Unión Astronómica Internacional, haciendo referencia a la ciudad homónima de Nepal.